# 보 데릭
보 데릭(Bo Derek, 1956년 11월 20일 ~ )은 미국의 배우이다.

## 출연 작품
- 10 (1979)
- 타잔 - 마일스 오키프 편 (1981)
- 볼레로 (1984)
- 크레이지 토미 보이 (1995)